# Сети II
|                         |     |    |    |   |   |   |
| \| \| \| \| \| \| \| \| |     |    |    |   |   |   |
|                         |     |    |    |   |   |   |
| p · t                   | V28 | U6 | C7 | i | i | n |

| p · t | V28 | U6 | C7 | i | i | n |

|                         |     |    |    |   |   |   |
| \| \| \| \| \| \| \| \| |     |    |    |   |   |   |
|                         |     |    |    |   |   |   |
| p · t                   | V28 | U6 | C7 | i | i | n |

| p · t | V28 | U6 | C7 | i | i | n |

Сети II (или Сетхи II), је био пети по реду владар Деветнаесте династије Египта који је владао у периоду 1203. п. н. е. — 1197. п. н. е.

## Име
Владарско име му је било Усеркхеперуре Сетепенре што значи Моћне су манифестације Ре, изабран од Ре. Био је син фараона Мернептаха и његове супруге Исиснофрете. Владао је у периоду познатом по династијским интригама и кратким владавинама. Сети II се суочио са многим заверама, али најозбиљнији проблем је био долазак супарничког краља-узурпатора по имену намед Аменмес. Аменмес, највјеројатније његов син, у другој години његове владавине је преузео контролу над Тебом и Нубијом.
Сети II је успео поразити Аменмеса и поновно ујединити земљу, а послије је избрисао сваки спомен на свог супарника - који је за вријеме своје владавине оскрнавио Сетијев недовршени гроб и убио његовог главног радника по имену Неферхотеп.
Владавина Сетија II је позната по два папируса - један с књижевним дјелом Прича о два брата који неки египтолози тумаче као сатирички коментар Сетијевих савременика на династијске сукобе, а други је спис са суђења Панебу, раднику с гробнице оптуженом за низ тешких злочина.